# 挪威路德会
挪威路德会差会（英语：Norwegian Lutheran Mission，挪威语：Norske Lutherske Kinamissionsforbund）是挪威的一个路德宗传教机构，1890年在挪威成立。

## 在中国
1891年，刚成立的挪威路德会差会派遣第一批传教士来到中国，在湖北省会武昌学习中文。1894年，他们沿汉水上溯，在老河口建立了第一个传教站。在湖北省西北部，1890年代，他们建立了3个传教站：老河口（1894）、郧阳府（1898年）、均州（1899年）。1900年代，增设了1个传教站：石花街（1904年），1910年代再增设1个传教站：房县（1912年）。
河南的5个传教站均建立于1900年代：南阳府（1904）、镇平县（1904）、邓州（1904）、淅川厅（1904）、鲁山县（1906）。
1919年，挪威路德会差会在华传教士64人，在各省分布情况如下：
1. 湖北40人
2. 河南24人

1919年挪威路德会在华受餐信徒1357人，在各省分布情况如下：
1. 河南726人
2. 湖北631人

1935年，挪威路德会在华有10个总堂，22支堂，西教士70人，受餐信徒2213人，并开设老河口育英中学、培德女中、圣经学校、福民医院，邓县女子圣经学校，均县盲人收容所。监督韩明理驻老河口。